# Tityus argentinus
Espèce
Synonymes
- Tityus bocki Kraepelin, 1912
- Tityus bolivianus andinus Kraepelin, 1912
- Tityus mazzae Mello-Leitão, 1932
- Tityus bocki scabra Werner, 1939

Tityus argentinus est une espèce de scorpions de la famille des Buthidae.

## Distribution
Cette espèce se rencontre en Argentine, en Bolivie et au Pérou.

## Description
Le tronc du mâle syntype mesure 19,5 mm et la queue 39 mm et le tronc des femelles syntypes 23 mm et 18,2 mm et la queue 33 mm et 29 mm.

## Étymologie
Son nom d'espèce lui a été donné en référence au lieu de sa découverte, l'Argentine.

## Publication originale
- Borelli, 1899 : « Viaggo del Dott. A. Borelli nella Republica Argentina e nel Paraguay. XXIII. Scorpioni. » Bollettino dei Musei di zoologia ed anatomia comparata della R. Università di Torino, vol. 14, no 336, p. 1-6 (texte intégral).